# Bakijska kolej dziecięca
Bakijska kolej dziecięca (azer. Bakı uşaq dəmir yolu, ros. Бакинская Детская Железная Дорога) – kolej dziecięca w Baku, stolicy Azerbejdżanu, funkcjonująca od sierpnia 1947 roku do czerwca 2009 roku. Była drugą, obok kolei w Nachiczewanie, koleją tego typu w Azerbejdżanie.

## Historia
15 czerwca 1946 roku Rada Ministrów Azerbejdżańskiej SRR podjęła decyzję o rozpoczęciu budowy kolei dziecięcej w Baku. Postanowiono umiejscowić ją w największym parku w mieście – ówczesnym Parku im. Dzierżyńskiego (obecna nazwa to Şəhriyar Bağı). Inwestycja została wykonana przez Koleje Azerskie. Początkowo długość linii miała wynosić około 4 kilometrów, jednak zrealizowano tylko pierwszy, około 1,5-kilometrowy etap – budowę drugiego uniemożliwiło przeznaczenie terenu, przez który miał ten etap przebiegać, pod budownictwo mieszkaniowe. Budowa zakończyła się 1 maja 1947 roku, a pierwszy pociąg wyjechał na linię 10 sierpnia tego samego roku.
W połowie lat 50. XX wieku kolej otrzymała parowóz serii 159 o numerze 141, ponieważ poprzednia lokomotywa eksploatowana na tej linii wyczerpała już swoje możliwości. W roku 1960 na linię dostarczono kilka wagonów produkcji polskiego Pafawagu, również w tamtym czasie przekazano jej trzy spalinowozy TU2. W związku ze zmianą trakcji poruszających się tam pociągów, lokomotywownię oraz inne budynki techniczne poddano przebudowie.
W latach 80. XX wieku planowano rozbudowę bakijskiej kolei dziecięcej, tak by jej trasa okalała cały park, jednak planów nie zrealizowano ze względu na rzeźbę terenu, która wymagałaby mocniejszych lokomotyw. W 1987 roku kolej przez krótki okres była w posiadaniu lokomotywy TU7. Po upadku Związku Radzieckiego zmieniono nazwę parku oraz jednej ze stacji („Komsomolska” na „Zoopark”).
Od 1992 roku kolej zaczęła mieć problemy z finansowaniem swojej działalności. W latach 1995–1996 zaprzestano prowadzenia naboru dzieci do klubów młodych kolejarzy, a liczbę dorosłych pracowników zredukowano do minimum (2–3 osoby). Kolej dysponowała wówczas tylko jedną lokomotywą, której stan pozostawiał wiele do życzenia, oraz jednym sprawnym wagonem. Ze względu na awarię ponad dwudziestoletniego systemu bezpieczeństwa, pociągi były obsługiwane już tylko przez osoby dorosłe. W celu maksymalnej oszczędności zaczęto drogę powrotną pokonywać tyłem (wagonem do przodu), aby nie tracić paliwa na zbędne manewry.
Nadzieja na przywrócenie dawnej świetności kolei pojawiła się, gdy w 2002 roku podjęto decyzję o renowacji, obejmującej remont budynków stacyjnych, sygnalizacji i taboru. Uroczystego otwarcia linii dokonano w czerwcu 2002, choć remont zakończył się dopiero w 2004 roku. Wtedy też na tory ponownie ruszyła nieczynna od kilku lat lokomotywa TU2, jednak była obsługiwana przez dorosłych, ze względu na brak chętnych dzieci. W 2009 roku rozpoczęto demontaż torów. Mimo plotek o planach przeniesienia kolei w inne miejsce, okazał się on być częścią ostatecznej likwidacji bakijskiej kolei dziecięcej.